# Amoghasiddhi

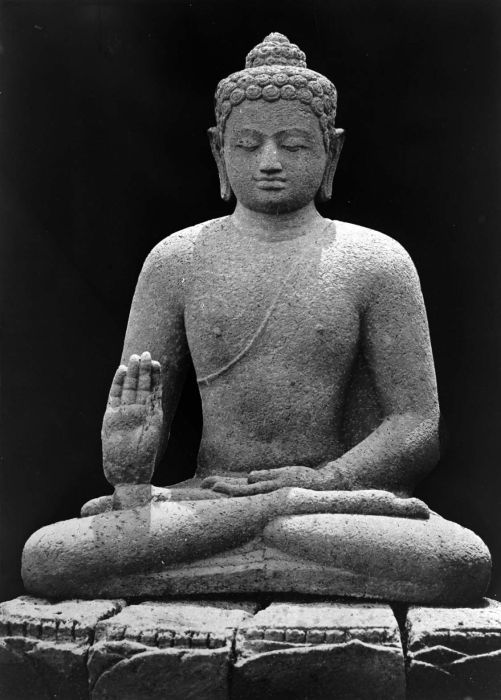
Statuia lui Buddha Amoghasiddhi din Indonezia.

Amoghasiddhi este unul dintre Cei Cinci Buddha ai Înțelepciunii. El mai este cunoscut și ca Buddha al Eliberării , fiind cunoscut pentru faptul că îi protejează pe credincioși de otrava invidiei, eliberândui de răutăți. Amoghasiddhi este foarte venerat în Asia de Est.